# خوتزه
خوتزه (به لهستانی:  Chotyze) یک روستا در لهستان است که در گمینا چیپیلوو واقع شده‌است. خوتزه ۲۱۰ نفر جمعیت دارد.